# Tain
Tain (en gaèlic escocès: Ball Dhubhthaich, poble de Duthac) és un poble i un burg real situat al comtat històric de Ross and Cromarty, en el consell unitari de Highland a Escòcia, Regne Unit.
Segons el cens del 2001 tenia 3511 habitants. Està en la carretera A9 de Gran Bretanya que enllaça el sud d'Escòcia amb el nord (Caithness).